# 托尼·吕德曼
托尼·吕德曼（芬蘭語：Toni Lydman，1977年9月25日—），芬兰男子冰球运动员。他曾代表芬兰国家队参加2006年和2010年冬季奥林匹克运动会冰球比赛，获得一枚银牌和一枚铜牌。